# Silanes
Silanes es una localidad española del municipio de Miraveche, perteneciente a la provincia de Burgos, en la comunidad autónoma de Castilla y León.

## Historia
Hacia mediados del siglo XIX, el lugar, por entonces con ayuntamiento propio, tenía contabilizada una población de 82 habitantes. Aparece descrito en el decimocuarto volumen del Diccionario geográfico-estadístico-histórico de España y sus posesiones de Ultramar de Pascual Madoz con las siguientes palabras:

SILANES: v. con ayunt. en la prov., aud. terr.. c. g. y dióc. de Búrgos (10 leg.), part. jud. de Miranda de Ebro (4). sit. entre dos elevadas colinas, que hacen su cielo sombrío y su clima frio y húmedo; reinan con frecuencia los vientos del N. y O.; las enfermedades comunes son hidropesias y afecciones de pecho. Tiene 50 casas, la consistorial, escuela de instruccion primaria, dotada con 30 fan. de trigo; una igl. parr. (San Roman) servida por un cura párroco. El térm. confian N. Mirabeche; E. Ventosa; S. y O. Villanueva del Conde y Sta. Maria de Ribaredonda. El terreno es de buena calidad; la parte montuosa está poblada de hayas; le fertiliza un riach. que divide la pobl. en dos barrios, que se comunican por medio de un puente de piedra; aquel tiene su nacimiento al pie de una sierra, y le denominan la Canaleja, porque sus aguas se conducen por canales para el abasto del pueblo y par el regadío. Los caminos son locales, y se hallan en mal estado. prod.: cereales, legumbres y hortalizas; cria ganado lanar, caballar y vacuno; caza de perdices, codornices, conejos, palomas torcaces y jabalíes. pobl.: 22 vec., 82 almas. cap. prod.: 575,900 rs. imp.: 54,717. contr.: 2,228 rs. 22 mrs.
(Madoz, 1849, pp. 396-397)

El municipio de Silanes desapareció de cara al censo de 1857, al incorporarse al de Miraveche. La localidad, que no figura en el Nomenclátor del Instituto Nacional de Estadística, pertenece en la actualidad a ese municipio.

## Patrimonio
Hay en la localidad una iglesia de San Román.